# Consolidated P-30
El Consolidated P-30 (PB-2) fue un caza biplaza estadounidense de los años 1930 fabricado por la firma Consolidated Aircraft. También se construyó una versión de ataque designada A-11, junto con el prototipo Y1P-25 y las propuestas no construidas YP-27, Y1P-28, y XP-33. El P-30 es significativo por haber sido el primer caza en servicio con el Cuerpo Aéreo del Ejército de los Estados Unidos en tener tren de aterrizaje retráctil, cabina cerrada con calefacción para el piloto y turbocompresor para operar a gran altura.

## Diseño y desarrollo
En 1931, la Detroit Aircraft Corporation, compañía matriz de Lockheed Aircraft Company, diseñó un caza monomotor biplaza basado en el transporte de alta velocidad Lockheed Altair como una proyecto privado. El prototipo, el Detroit-Lockheed XP-900, voló en septiembre de 1931 y fue comprado por el Cuerpo Aéreo del Ejército de los Estados Unidos y designado Lockheed YP-24. Su rendimiento fue impresionante, siendo más rápido que cualquier otro caza que estaba en servicio con el Cuerpo Aéreo, y se emitió una orden de cinco aviones Y1P-24 y cuatro aviones de ataque Y1A-9, aun a pesar de la pérdida del prototipo el 19 de octubre de 1931. Sin embargo, la Detroit Aircraft Corporation entró en bancarrota ocho días más tarde, dando lugar a la cancelación del contrato.
Cuando la Detroit Aircraft Corporation desapareció, el diseñador jefe del YP-24, Robert J. Woods, fue contratado por Consolidated Aircraft. Woods continuó desarrollando el YP-24, convirtiéndose el diseño en el Consolidated Model 25, con alas totalmente metálicas, sustituyendo las alas de madera del YP-24 y con una cola mayor. El Cuerpo Aéreo del Ejército ordenó dos prototipos como Y1P-25 en marzo de 1932, propulsados por el motor lineal Curtiss V-1570-27 Conqueror, equipado con un turbo-sobrealimentador en el lado de babor del fuselaje delantero. La orden por el segundo prototipo fue rápidamente cambiada al avión de ataque Y1A-11, omitiendo el sobrealimentador.
El primero en volar fue el Y1P-25, que fue entregado al Cuerpo Aéreo el 9 de diciembre de 1932. Demostró unas prestaciones prometedoras, alcanzando la velocidad de 398 km/h a 4600 m (15 000 pies), pero se destruyó en un accidente el 13 de enero de 1933, muriendo su piloto, Hugh M. Elmendorf (cuyo nombre fue dado más tarde a la Elmendorf Air Base en Alaska).
El Y1A-11, armado con cuatro ametralladoras de tiro frontal en lugar de las dos del Y1P-25 y con soportes para 182 kg de bombas, fue entregado en Base de la Fuerza Aérea Wright-Patterson el 5 de enero de 1933. El 20 de enero de ese año, el Y1A-11 se desintegró en el aire, muriendo el piloto Irvin A. Woodring. A pesar de la pérdida de ambos prototipos en una semana, el 1 de marzo de 1933 el Cuerpo Aéreo emplazó una orden por cuatro cazas P-30 y cuatro aviones de ataque A-11. Estas variantes de producción se diferenciaban de los prototipos en que tenían fuselajes reforzados, trenes de aterrizaje simplificados y motores más potentes.

## Historia operacional
El primer P-30 fue entregado en enero de 1934. Las pruebas mostraron que la cabina del artillero era incómoda y fría a la gran altura a la que el P-30 estaba destinado a combatir, mientras que los artilleros que miraban hacia atrás estaban expuestos a la pérdida de conocimiento cuando el avión maniobraba. A pesar de estas preocupaciones, el 6 de diciembre de 1934, el Cuerpo Aéreo estadounidense emitió una orden por 50 P-30A adicionales, con motores más potentes V-1570-61 propulsando una hélice tripala de paso variable y con suministro de oxígeno para la tripulación.
Tres de los cuatro P-30 fueron entregados al 94th Pursuit Squadron en Selfridge Field en 1934. El primer P-30A, por esa época redesignado PB-2A (Persecución, Biplaza (Pursuit, Biplace)), realizó su primer vuelo el 17 de diciembre de 1935, comenzando las entregas a las unidades de servicio el 28 de abril de 1936. Los últimos de los 50 PB-2A fueron completados en agosto de ese año.
Aunque destinado a ser un caza de gran altura, el PB-2 realizó relativamente pocos vuelos a gran altitud, en parte por la incomodidad de la tripulación. Hubo una excepción en marzo de 1937, cuando un PB-2A voló a 12 000 m (39 300 pies) antes de ser forzado a regresar a altitudes inferiores cuando los controles del avión se congelaron. El 17 de octubre de 1936, un PB-2A volado por el Teniente John M. Sterling ganó la carrera aérea Mitchell Trophy con una velocidad de 350,0 km/h. Como los PB-2A eran uno de los pocos aviones de la época que tenía tren de aterrizaje retráctil, se dañaron frecuentemente en aterrizajes "ruedas arriba" cuando los pilotos olvidaban extender el mismo.
Un PB-2A fue modificado a configuración monoplaza como PB-2A Special, para participar en una competición de 1936 del Cuerpo Aéreo por un nuevo caza para reemplazar al Boeing P-26 Peashooter. Era más grande y más pesado que los otros competidores, y mucho más caro. Se estrelló durante las pruebas, siendo el Seversky P-35 el elegido para su producción. Un A-11 fue convertido en una bancada XA-11A con el nuevo motor Allison XV-1710-7 de 1000 hp (746 kW).
Aunque el PB-2 era robusto, el concepto de caza biplaza estaba obsoleto por la época en que el avión entró en servicio, y en 1939 todos habían sido reemplazados en el servicio de primera línea por los aviones Seversky P-35 y Curtiss P-36 Hawk. Los supervivientes permanecieron en uso como entrenadores hasta después del comienzo de la Segunda Guerra Mundial, siendo los últimos retirados del servicio el 2 de junio de 1942.

## Variantes

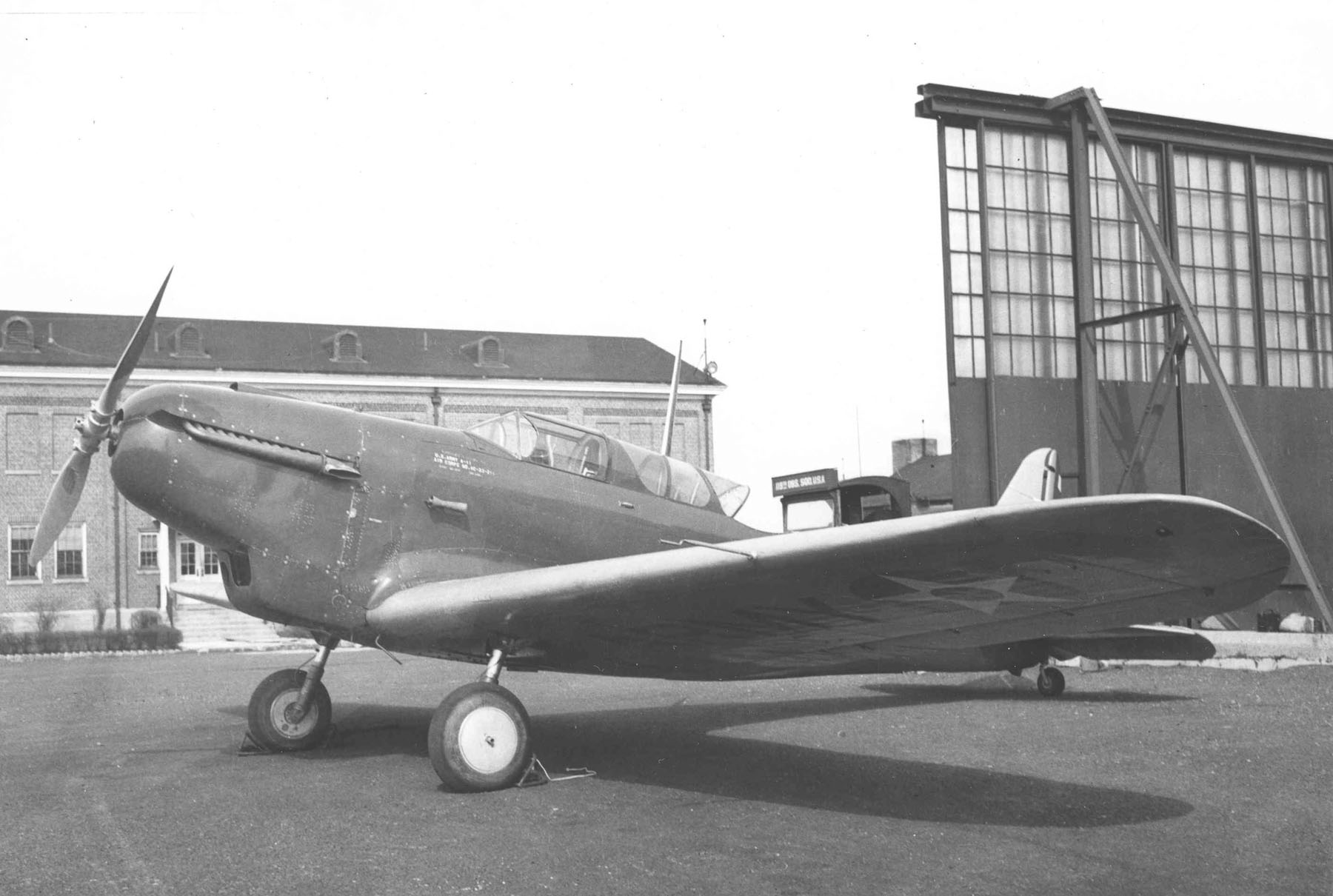
Consolidated A-11 (S/N 33-211; el último A-11 fabricado).

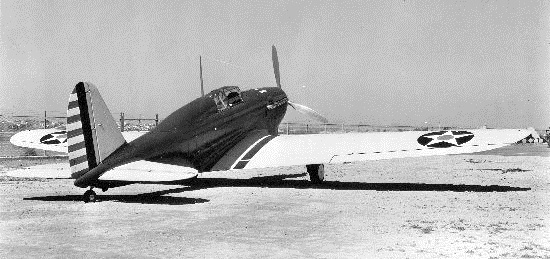
El PB-2A Special.

Y1P-25 (Model 25)
Desarrollo del Lockheed YP-24, ala completamente metálica, con motor Curtiss V-1570-27 Conqueror de 600 hp (448 kW) y turbosobrealimentador. Dos ametralladoras de 7,62 mm fijas disparando hacia delante y un arma flexible montada en la cabina trasera. Uno construido.
Y1A-11
Versión de ataque a tierra del Y1P-25 con 4 ametralladoras de 7,62 mm en el morro y una en la cabina trasera, y hasta 182 kg de bombas, motor sin sobrealimentación; uno construido.
YP-27
Variante propuesta con el motor radial Pratt & Whitney R-1340-21G Wasp de 410 kW (550 hp); no fabricado.
Y1P-28
Variante propuesta con el motor Pratt & Whitney R-1340-19F Wasp de 448 kW (600 hp); no fabricado.
P-30 (Model 26, PB-2)
Primera versión de producción del Y1P-25, motor V-1570-57 de 504 kW (675 hp) y turbosobrealimentador, 4 fabricados, más tarde redesignados PB-2.
A-11 (Model 27)
Aviones de ataque a tierra de producción inicial, motor V-1570-59 sin sobrealimentación, 4 construidos.
P-30A (PB-2A)
Aviones de producción principal con motor V-1570-61 de 522 kW (700 hp) y turbosobrealimentador; 50 fabricados, redesignados PB-2A.
PB-2A Special
El séptimo PB-2A modificado a una configuración monoplaza. Accidentado durante las pruebas de vuelo.
XP-33
Versión propuesta con motor Pratt & Whitney R-1830-1 Twin Wasp de 597 kW (800 hp); ninguno fabricado.
XA-11A
Conversión de A-11 como bancada para el motor Allison XV-1710-7 de 746 kW (1000 hp), uno convertido por Bell Aircraft.

## Operadores
Estados Unidos
- Cuerpo Aéreo del Ejército de los Estados Unidos

## Especificaciones (PB-2A)
Referencia datos: Singular Two-Seater

### Características generales
- Tripulación: Dos (piloto, artillero)
- Longitud: 9,1 m (30 ft)
- Envergadura: 13,4 m (43,9 ft)
- Altura: 2,5 m (8,2 ft)
- Superficie alar: 27,6 m² (297,1 ft²)
- Peso vacío: 1950 kg (4297,8 lb)
- Peso cargado: 2556 kg (5633,4 lb)
- Planta motriz: 1× motor lineal V-12 de refrigeración por líquido Curtiss V-1570-61 Conqueror.
  - Potencia: 520 kW (717 HP; 707 CV)

### Rendimiento
- Velocidad nunca excedida (Vne): 443 km/h a 7620 m (25 000 pies)[15]
- Velocidad crucero (Vc): 346 km/h a 4600 m (15 000 pies)
- Alcance: 818 km (442 nmi; 508 mi)
- Techo de vuelo: 8530 m (27 986 ft)
- Ascenso a 4600 m (15 000 pies): 7 min 48 s

### Armamento
- Ametralladoras: 

  - 2x Browning M1919 de 7,62 mm disparando a través de la hélice
  - 1 de 7,62 mm en la cabina trasera
- Bombas: 80 kg

## Aeronaves relacionadas

### Desarrollos relacionados
- Lockheed YP-24

### Aeronaves similares
- Fairey Battle

### Secuencias de designación
- Secuencia Numérica (interna de Consolidated): ← 22 - 23 - 24 - 25 - 26 - 27 - 28 - 29 - 30 →
- Secuencia Numérica (interna de Bell): 1 - 2 - 3 - 4 - 5 →
- Secuencia P-_ (Cazas (Pursuit) del USAAS/USAAC/USAAF/USAF, 1924-1962): ← XP-22 - P-23 - YP-24 - P-25 - P-26 - P-27 - P-28 - P-29 - P-30 - XP-31 - P-32 - P-33 - XP-34 - P-35 - P-36 →
- Secuencia A-_ (Aviones de Ataque del USAAS/USAAC/USAAF, 1924-47): ← A-8 - A-9 - A-10 - A-11 - A-12 - A-13 - A-14 →
- Secuencia PB-_ (Cazas (Pursuit) Biplaza, del USAAC, 1935-1941): PB-1 - PB-2 - PB-3